# Ústav zemědělské ekonomiky a informací
Ústav zemědělské ekonomiky a informací, zkráceně ÚZEI, je státní příspěvková organizace zřízená Ministerstvem zemědělství ČR. Organizace zpracovává a poskytuje ekonomická data týkající se českého i evropského zemědělství a potravinářství. Dále spravuje Zemědělskou účetní datovou síť (FADN – Farm Accountancy Data Network) v ČR, provozuje Knihovnu Antonína Švehly (KAŠ), je certifikačním orgánem subjektů poskytujících poradenské služby a věnuje se vzdělávání různých cílových skupin v resortu zemědělství a lesnictví. ÚZEI má tři hlavní pracoviště, přičemž dvě z nich se nacházejí v Praze a další v Brně, spolupracuje však i s externími pracovníky z celé České republiky.

## Historie
Organizace zahájila svou činnost 1. 12. 1912, kdy nesla název „Ústav pro zemědělské účetnictví českého odboru Zemědělské rady pro Království české“ a spadala oficiálně pod tehdejší Ministerstvo orby Rakouska-Uherska.  Hlavní náplní ústavu byla správa účetnictví, sběr a zpracování prvotních podkladů od rolníků.
Po vzniku Československa byl ústav přejmenován na „Zemědělský ústav účetnicko spravovědný“ (spravověda = dobový název pro výzkumný obor „zemědělská ekonomika“). Jeho prvotní účetnický záměr se rozšířil o přípravu informativních podkladů pro hospodářsko-politická opatření vlády, zjišťování potřeb zemědělské výroby a rozvíjení výchovné činnosti mezi zemědělskými podnikateli.
K zásadním změnám v organizační struktuře ústavu pak došlo v letech 1939–1945. Činnost ústavu se omezila na vedení účetnictví pro zemědělské podniky a na rozdíl od předválečné činnosti nebyly výsledky závěrek dále ekonomicky zpracovány.
S nástupem kolektivizace po roce 1949 ústav nadále zajišťoval vedení jednoduchého a podvojného účetnictví pro zemědělské podniky. Nově byla činnost ústavu rozšířena o sledování vývoje cen zemědělských výrobců a výrobních prostředků dodávaných do zemědělství. V roce 1969 byla do ústavu včleněna skupina zabývající se ekonomikou potravinářského průmyslu a výživy obyvatelstva a ústav byl přejmenován na „Výzkumný ústav ekonomiky zemědělství a výživy“ (VÚEZVž).
Po roce 1990 nastala zásadní restrukturalizace agrárního ekonomického výzkumu doprovázená odlišnou vnitřní organizační strukturou ústavu a výraznou změnou výzkumných témat, i když určitá vnitřní věcná provázanost nových témat se starými výzkumnými úkoly zůstala zachována.
Z rozhodnutí Ministerstva zemědělství došlo s platností od 1. 1. 1993 ke sloučení Výzkumného ústavu ekonomiky zemědělství a výživy (VÚEZVž) s Českým institutem agrární ekonomiky (ČIAE) a k přejmenování na „Výzkumný ústav zemědělské ekonomiky“ (VÚZE). Když pak 1. 7. 2008 došlo ke sloučení tohoto ústavu s Ústavem zemědělských a potravinářských informací (ÚZPI), nově vzniklá instituce přijala název Ústav zemědělské ekonomiky a informací (ÚZEI). Bylo tak vytvořeno vědecko-výzkumné, servisní a poradenské centrum plnící funkci výzkumného pracoviště, poskytující nezbytné servisní služby podle potřeb státní správy a odpovědné za vedení registru poradců a jejich odbornou přípravu, kontrolu poradenských služeb a metodickou podporu poradenství. Činnosti, které byly prováděny ve VÚZE i v ÚZPI, tak nadále pokračují a jsou rozšiřovány o aktuální problematiku týkající se zemědělského sektoru.

## Předmět činnosti
Činnost organizace se dělí do následujících oblastí:
- Věda a výzkum: ÚZEI plní úkoly zaměřené zejména na studie, analýzy a propočty z oblasti ekonomiky zemědělství. Zároveň jsou zde realizovány výzkumné projekty zaměřené na aplikovaný výzkum, které jsou důležitou profesní a znalostní základnou pro plnění zadaných úkolů.

- Zemědělská účetní datová síť (FADN CZ): Hlavním účelem FADN je sledování hospodaření a důchodové situace zemědělských podniků za účelem přípravy a vyhodnocování účinnosti Společné zemědělské politiky EU. Šetření FADN představuje prakticky jediný relevantní mikroekonomický zdroj harmonizovaných a porovnatelných dat o hospodaření zemědělských podniků zpracovaných jednotnou metodikou napříč všemi členskými státy EU. ÚZEI využívá zdroje informací získané šetřením FADN jako významnou datovou základnu pro plnění ostatních úkolů a projektů.

- Knihovna Antonína Švehly (KAŠ): Posláním KAŠ jako specializované knihovny s celostátní působností je zajištění veřejných knihovnických a informačních služeb v oblasti zemědělství, potravinářství a souvisejících oborů pro širokou odbornou i laickou veřejnost. KAŠ je jednou z největších zemědělských knihoven na světě.

- Poradenství: Zemědělský poradenský systém ČR je součástí evropského Farm Advisory System (FAS). ÚZEI zajišťuje zejména aktivity zaměřené na vedení Registru poradců akreditovaných Ministerstvem zemědělství, akreditaci nových poradců a zvyšování odborné způsobilosti stávajících poradců a jejich kontrolu.

- Vzdělávání: ÚZEI zajišťuje vzdělávací akce podle požadavků a potřeb Ministerstva zemědělství v nejrůznějších oblastech zemědělského resortu. Často spolupracuje také se středními a vysokými školami zaměřenými na zemědělské a potravinářské obory.

- Podpora jednotné datové základny resortu zemědělství: Ve spolupráci s příslušnými útvary Ministerstva zemědělství pracuje ústav na projektu pasportizace oborových dat. Cílem této činnosti je vytvoření znalostní databáze o datech resortu zemědělství, zajištění její řádné a pravidelné aktualizace a další rozvíjení.

- Ostatní služby: ÚZEI disponuje profesní a technickou základnou pro poskytování vydavatelských, multimediálních a technických služeb. Koncepce rozvoje ÚZEI rozpracovává výše uvedené oblasti, kdy jsou na základě analýzy současného stavu vymezeny perspektivy a směřování dalšího rozvoje instituce.